# 奇異小褐鱈
奇異小褐鱈，為輻鰭魚綱鱈形目稚鱈科的其中一種，分布於西太平洋海域，為深海魚類，深度238-293公尺，體長可達21.7公分，生活習性不明。

## 扩展阅读
維基物種上的相關：奇異小褐鱈